# Hail! Bright Cecilia
Hail! Bright Cecilia (Z. 328), nota anche come Ode to St Cecilia ("Ode a Santa Cecilia"), è una composizione per soli, coro e orchestra realizzata nel 1692 da Henry Purcell su testo di Nicholas Brady e scritta in onore di Santa Cecilia, protettrice dei musicisti. Tra le opere più celebri del compositore britannico, fino all'epoca di Händel costituì un modello insuperato per il genere.

## Storia
Hail! Bright Cecilia fu una delle quattro odi composte da Henry Purcell in onore di Santa Cecilia. Purcell iniziò a comporre odi in onore della santa nel 1683, dopo che la Società musicale di Londra aveva iniziato ad organizzare una festa annuale intitolata alla santa.
Il testo di Hail! Bright Cecilia venne ricavato da Nicholas Brady da A Song for St Cecilia's Day, scritta nel 1673 da John Dryden.
L'ode Hail! Bright Cecilia venne eseguita per la prima volta il 22 novembre 1692 presso la Stationer's Hall di Londra.

## Struttura
L'opera è strutturata in 13 brani:
1. Sinfonia : Introduzione - Canzona - Adagio - Allegro - Grave - Allegro
2. Recitativo (basso e cori) : Hail! Bright Cecilia
3. Duo : Hark! hark! each tree
4. Aria (contraltista): 'Tis Nature’s voice
5. Cori : Soul of the world
6. Aria (soprano e cori) : Thou tun’st this world
7. Trio (alto, tenore e basso): With that sublime celestial lay
8. Aria (basso): Wondrous machine!
9. Aria (contraltista) : The airy violin
10. Duetto (contraltista e tenore) : In vain the am’rous flute
11. Aria (contraltista) : The fife and all the harmony of war
12. Duo (due bassi) : Let these among themselves contest
13. Cori: Hail! Bright Cecilia, hail to thee

## Testo
Hail! Bright Cecilia, Hail! fill ev'ry Heart!

With Love of thee and thy Celestial Art;

That thine and Musick's Sacred Love

May make the British Forest prove

As Famous as Dodona's Vocal Grove.

Hark! hark! each Tree its silence breaks,

The Box and Fir to talk begin!

This is the sprightly Violin

That in the Flute distinctly speaks!

 'Twas Sympathy their list'ning Brethren drew,

When to the Thracian Lyre with leafy Wings they flew.

Tis Nature's Voice; thro' all the moving Wood

Of Creatures understood:

The Universal Tongue to none

Of all her num'rous Race unknown.

From her it learnt the mighty Art

To court the Ear or strike the Heart;

At once the Passions to express and move;

We hear, and stright we grieve or hate, rejoice or love;

In unseen Chains it does the Fancy bind;

At once it charms the Sense and capivates the Mind.

Soul of the World! Inspir'd by thee,

The jarring Seeds of Matter did agree,

Thou didst the scatter'd Atoms bind,

Which, by thy Laws of true proportion join'd,

Made up of various Parts one perfect Harmony.

[...]

## Organico
- Soprano[1]
- Due contralti[1]
- Tenore[1]
- Due bassi[1]
- Coro misto[1]
- Due flauti diritti[1]
- Flauto basso[1]
- Due oboi[1]
- Due trombe[1]
- Timbani[1]
- Due violini[1]
- Viola[1]
- Basso continuo[1]